# Gustav Lantschner
Gustav „Guzzi“ Lantschner (* 12. August 1910 in Innsbruck; † 19. März 2011 in Krailling) war ein österreichisch-deutscher Skirennläufer, Regisseur, Kameramann und Filmschauspieler. Er war in den 1930er Jahren einer der Stars des alpinen Skisports. Lantschner wurde 1932 Weltmeister in der Abfahrt. Er gewann insgesamt drei Medaillen bei Weltmeisterschaften und bei den Olympischen Winterspielen 1936 die Silbermedaille.

## Biografie
Gustav Lantschner stammte wie seine beiden Schwestern Inge und Hadwig und seine Brüder Otto und Gerhard aus einer skibegeisterten Familie. Er studierte an der Universität Innsbruck und nahm ab Ende der 1920er-Jahre sowohl im nordischen als auch im alpinen Skisport an Bewerben teil, seine weitaus größeren Erfolge feierte er bei den Alpinen. 1929 siegte er im Slalom von Davos erstmals in einem internationalen Rennen. Am 14. Jänner 1930 erzielte er im ersten Kilomètre-Lancé-Rennen in St. Moritz mit 105,675 km/h einen neuen Geschwindigkeitsrekord auf Skiern.
Ein großer Erfolg gelang dem 19-Jährigen, als er 1930 in Davos vor seinem Bruder Otto Akademischer Weltmeister in der Abfahrt wurde. Bei den ersten alpinen Skiweltmeisterschaften 1931 in Mürren kam er in der Abfahrt hinter vier Schweizern auf den fünften Platz. Bei den Akademischen Weltmeisterschaften 1931 in Gstaad erreichte er im Abfahrtslauf, im Sprunglauf und in der Kombination jeweils den zweiten Platz.
Zum 8. Dezember 1931 trat er der NSDAP bei (Mitgliedsnummer 686.986), in der SS war er 1940 Unterscharführer und wurde 1943 zum Oberscharführer befördert.
Seinen größten Erfolg feierte Lantschner bei den Weltmeisterschaften 1932 im italienischen Cortina d’Ampezzo. Mit 2,6 Sekunden Vorsprung auf den Schweizer David Zogg gewann er die Goldmedaille in der Abfahrt und wurde damit der erste österreichische Weltmeister in der Geschichte des alpinen Skisports. Mit Platz zehn im Slalom holte er auch noch die Bronzemedaille in der Kombination. Ein Jahr später gewann Lantschner bei den Weltmeisterschaften 1933 in seiner Heimatstadt Innsbruck hinter seinem Tiroler Landsmann Toni Seelos die Silbermedaille im Slalom. Wegen einer verpatzten Abfahrt kam er in der Alpinen Kombination aber nur auf den fünften Platz. Im WM-Skispringen von der Bergiselschanze platzierte er sich auf dem 47. Endrang.
In den folgenden Jahren konzentrierte sich Lantschner verstärkt auf seine berufliche Karriere beim Film, übersiedelte nach Berlin und nahm Januar 1936 die deutsche Staatsbürgerschaft an. Im selben Jahr kehrte er nochmals in den Skisport zurück und ging für das Deutsche Reich bei den Olympischen Winterspielen in Garmisch-Partenkirchen an den Start. Bei der erstmals im olympischen Programm stehenden Alpinkonkurrenz sicherte er sich dank einer guten Leistung im Slalom die Silbermedaille hinter Franz Pfnür und sorgte so für einen deutschen Doppelerfolg. 1937 beendete er seine Sportlerkarriere endgültig.
Lantschners Erfolge auf Skiern machten ihn auch zu einem bekannten Star verschiedener Abenteuer- und Bergfilme. 1930 war er in Arnold Fancks Stürme über dem Mont Blanc erstmals vor der Kamera zu sehen. Im Jahr darauf spielte er an der Seite von Leni Riefenstahl in Der weiße Rausch. Der Erfolg dieses Skifilmklassikers, in dem er gemeinsam mit dem Innsbrucker Walter Riml ein Hamburger Zimmermanns-Paar darstellte, führte zu weiteren gemeinsamen Rollen in Abenteuer im Engadin (1932) und in dem teilweise in Grönland gedrehten Film Nordpol – Ahoi! bzw. Hoppla – wir beide! (1934). Lantschner und Walter Riml galten danach als deutsche Antwort auf das Komikerduo Pat & Patachon. Nach der Regieassistenz für seine frühere Filmpartnerin Leni Riefenstahl bei dem Dokumentarfilm Triumph des Willens über den Reichsparteitag 1934 arbeitete Lantschner zwischen 1936 und 1938 als Kameramann der Olympia-Film G.m.b.H. an Riefenstahls Olympia-Filmen mit, nachdem sie ihn zuvor ein Dreivierteljahr lang ausgebildet hatte. Zusammen mit Harald Reinl, ebenfalls ein Mitarbeiter Fancks, drehte er 1938/39 die Dokumentarfilme Wildwasser und Osterskitour in Tirol. Beide Streifen wurden von Riefenstahl produziert.
In der Zeit von 1940 bis 1945 erscheint der Name Guzzi Lantschner häufig in der Liste der Kriegsberichterstatter bei der Deutschen Wochenschau.
Nach dem Krieg wohnte Lantschner einige Zeit in Südtirol, ehe er für sieben Jahre nach Argentinien übersiedelte. Dort drehte er weitere Filme und war mit seinem Landsmann Hans Nöbl am Aufbau mehrerer Skischulen beteiligt. Zu Beginn der 1960er-Jahre kehrte er nach Europa zurück, heiratete und wurde Vater eines Sohnes. Mit dem Skifahren hörte er erst im Alter von 88 Jahren auf. Im Jahr 2008 wirkte er im Dokumentarfilm Ski Heil – Die zwei Bretter, die die Welt bedeuten neben seinen früheren Rennläuferkollegen Eberhard Kneisl, Karl Koller und Richard Rossmann mit. Zuletzt lebte Lantschner in München.

## Erfolge

### Olympische Winterspiele
- Garmisch-Partenkirchen 1936: 2. Kombination

### Weltmeisterschaften
- Mürren 1931: 5. Abfahrt
- Cortina d’Ampezzo 1932: 1. Abfahrt, 3. Kombination, 10. Slalom
- Innsbruck 1933: 2. Slalom, 5. Kombination, 16. Abfahrt